# Esposizione internazionale di Bruxelles (1910)
L'Esposizione internazionale di Bruxelles è stata una esposizione universale tenutasi a Bruxelles nel 1910 dal 23 aprile al 1º novembre. Direttore dei lavori per il padiglione italiano fu Luigi Angelini, nel suo periodo di tirocinio romano presso Marcello Piacentini.
Un sito importante per la mostra era il Mont des Arts, anche se il sito fu in gran parte demolito, durante il processo di costruzione del Brusselization del dopoguerra.
La sezione di belle arti comprendeva le tre opere di Monet, Rodin e Renoir e due opere di Matisse. Tra i pittori che hanno partecipato, il belga Aloïs Boudry che ha vinto una medaglia d'argento, l'olandese Anna Adelaïde Abrahams e il francese Adrien Karbowsky.